# Charles Colson
Charles Wendell „Chuck“ Colson (16. října 1931, Boston, Massachusetts, USA – 21. dubna 2012, Falls Church, Virginie) byl americký právník, republikánský politik a později po své náboženské konverzi evangelikální misionář a náboženský vůdce.
V letech 1969 až 1973 byl jedním z hlavních poradců prezidenta Nixona, zapletl se do aféry Watergate a byl prvním ze sedmi prezidentských poradců, kteří šli za tuto kauzu do vězení. V roce 1973 prošel náboženským obrácením („znovuzrozením“) a po strávení sedmi měsíců ve výkonu trestu založil Prison Fellowship, dnes největší organizaci na pomoc vězňům, bývalým vězňům a jejich rodinám v USA. Angažoval se také jako veřejný řečník a autor více než 30 knih. Roku 1993 získal Templetonovu cenu.